# الطفل الزعيم
الطفل الزعيم (بالإنجليزية: The Boss Baby)‏ هو فيلم رسوم متحركة حاسوبي أمريكي مأخوذ من كتاب يحمل نفس الاسم للكاتب الأمريكية مارلا فريزي. أُنتج من قِبل دريم ووركس أنيميشن. وتم عرضه في 31 مارس 2017 في الولايات المتحدة.

## القصة
طفل يرتدي بذلة ويحمل حقيبة، يتحد مع شقيقه صاحب السبع سنوات، حتى يتعاونا لإيقاف مؤامرة غادرة تُدار بواسطة المدير التنفيذي لشركة بوبي.

## روابط خارجية
- الموقع الرسمي
- The Boss Baby Movie | العرض الرسمي | 20th Century Fox
- الطفل الزعيم على موقع IMDb (الإنجليزية)
- الطفل الزعيم على موقع ميتاكريتيك (الإنجليزية)
- الطفل الزعيم على موقع روتن توميتوز (الإنجليزية)
- الطفل الزعيم على موقع نتفليكس (الإنجليزية)
- الطفل الزعيم على موقع قاعدة بيانات الأفلام العربية
- الطفل الزعيم على موقع ألو سيني (الفرنسية)
- الطفل الزعيم على موقع Turner Classic Movies (الإنجليزية)
- الطفل الزعيم على موقع أول موفي (الإنجليزية)
- الطفل الزعيم على موقع بوكس أوفيس موجو (الإنجليزية)
- الطفل الزعيم على موقع فيلمافينيتي (الإسبانية)
- The Boss Baby: على فوكس موفي